# Drepanosticta carmichaeli
Drepanosticta carmichaeli – gatunek ważki z rodziny Platystictidae. Zamieszkuje Himalaje.